# Uwierz w ducha
Uwierz w ducha (ang. Ghost) – amerykański melodramat fantastyczny z 1990 roku w reżyserii Jerry’ego Zuckera na podstawie scenariusza napisanego przez Bruce'a Joela Rubina.
Film otrzymał dwie statuetki Oscara: dla Whoopi Goldberg jako najlepszej aktorki drugoplanowej i Bruce Joela Rubina za najlepszy scenariusz oryginalny.

## Opis fabuły
Sam i Molly są zgodną i kochającą się parą. Pewnego dnia Sam zostaje zastrzelony na ulicy. Jako duch przekonuje się, że jego śmierć nie była przypadkowa, a jego partnerce, Molly, wciąż grozi niebezpieczeństwo. Postanawia ją ostrzec. W tym celu kontaktuje się ze spirytystką Odą Mae Brown. Szalona Oda, początkowo niechętna, z czasem zaprzyjaźnia się z duchem Sama i robi wszystko, by uratować jego ukochaną.

## Obsada
- Patrick Swayze – Sam Wheat
- Demi Moore – Molly Jensen
- Whoopi Goldberg – Oda Mae Brown
- Tony Goldwyn – Carl Bruner
- Susan Breslau – Susan
- Martina Deignan – Rose
- Rick Aviles – Willie Lopez
- Phil Leeds – Duch z izby przyjęć
- Vincent Schiavelli – Duch z metra
- Armelia McQueen – Siostra Ody Mae
- Gail Boggs – Siostra Ody Mae
- Angelina Estrada – Rosa Santiago
- Augie Blunt – Orlando
- Vivian Bonnell – Ortisha
- Bruce Jarchow – Lyle Ferguson

i inni

## Opinie
Sklasyfikowany jako jeden z dziesięciu najlepszych filmów o miłości przez serwis AZN Entertainment.